# Польська анімація
Польська анімація — вид польського кіномистецтва, твори якого створюють методом покадрової зйомки послідовних фаз руху мальованих (графічна або мальована анімація) або об'ємних (об'ємна або лялькова анімація) картинок. Належить до сукупності європейських анімацій.

## Історія

Кадр з фільму Анімована історія Польщі.

Першим в історії польської мультиплікації є фільм Влодзимежа Хаупе і Халини Белиньской «Зміна варти» (пол. Zmiana warty) 1958 року. У картині замість лялькових персонажів винахідливо використані сірникові коробки. 1 травня 2010 року відбулася прем'єра короткометражної 8-ми хвилинної стрічки «Анімована історія Польщі», знятої Томашом Баґінським на замовлення Польського агентства розвитку підприємництва. Робота над ним тривала близько року. Був представлений на кінофестивалі в Торонто, відкрив 35-й кінофестиваль в Гдині. У тому ж році виходить мультиплікаційний фільм Даміана Неньо «Місто руїн». У ньому показується зруйнована Варшава після окупації Польщі у 1939 році німецькими військами з висоти пташиного польоту. Картина рекламувалася в ЗМІ як перша в світі цифрова реконструкція зруйнованого міста. З 1 серпня є постійним елементом виставки в музеї Варшавського повстання.